# Attijariwafa Bank
Attijariwafa Bank — крупнейший банк Марокко. Образовался в 2004 году в результате слияния Banque Commerciale du Maroc и Wafabank, основанных в начале XX века. Дочерние банки имеются в Тунисе, Сенегале, Египте, Кот-д’Ивуаре, Камеруне, Габоне, Мали, Того, Республика Конго, Мавритании, Буркина-Фасо, а также в Европе (Бельгия, Франция, Швейцария, Германия, Нидерланды). Сеть банка состоит из 5548 отделений, 56 отделений находятся в Европе; обслуживает 10,6 млн клиентов.
Крупнейшими акционерами являются марокканская холдинговая компания Al Mada (46,4 %) и Santusa holding s.l. (инвестиционный холдинг испанской Grupo Santander, 28,6 %).